# Anna Sten
Anna Sten (ukr. Анна Стен, właśc. Anna Petriwna Fesak (ukr. Анна Петрівна Фесак); ur. 3 grudnia 1908 w Kijowie, zm. 12 listopada 1993 w Nowym Jorku) – radziecka aktorka filmowa ukraińskiego pochodzenia. Zadebiutowała w 1927 roku. Swoją karierę rozpoczęła grając w niemych radzieckich filmach.
Zmarła w Nowym Jorku na atak serca w wieku 85 lat.

## Filmografia
- 1927: Dzieweczka z pudełkiem[1] jako Natasza
- 1927: Żółty paszport[2]
- 1928: Mój syn[3] jako Olga Surina
- 1928: Biały orzeł jako guwernantka
- 1931: Bracia Karamazow jako Gruszeńka
- 1932: Stürme der Leidenschaft
- 1934: Nana jako Nana
- 1934: Katiuszka jako Katiusza Masłowa
- 1935: Noc weselna jako Manya Novak
- 1955: Żołnierz fortuny jako madame Dupree
- 1956: Uciekające córki jako Ruth Barton